# Dipartimento per i rapporti con il Parlamento
Il Dipartimento per i rapporti col Parlamento è un organo eretto a dipartimento dipendente dalla Presidenza del Consiglio dei ministri che si occupa di curare e regolare i rapporti tra il Governo e il Parlamento.
A capo del dipartimento è attualmente posto il ministro senza portafoglio Luca Ciriani, in carica dal 22 ottobre 2022.

## Storia
Nel sistema parlamentare italiano il ruolo del ministro per i rapporti con il Parlamento ha assunto sempre più una cruciale importanza, essendo essenziale, per l'efficienza e l'efficacia dell'azione del Governo, che la posizione dell'esecutivo sia sempre tenuta presente dagli organi parlamentari – e viceversa – in particolare riguardo alla formazione degli ordini del giorno. Questa importante funzione ha da sempre avuto un referente in un membro politico del Governo, in genere un ministro senza portafoglio, incaricato di curare tale importante e delicata attività. Infatti, sin dal 1954 col governo Scelba, venne incaricato un ministro senza portafoglio "per i Rapporti fra Governo e Parlamento". 
Non sempre presente nelle compagini ministeriali, solo con la configurazione della Presidenza del Consiglio sempre più netta, il ministro senza portafoglio venne dotato di una struttura stabile e articolata per svolgere al meglio tale funzione. Il DPCM 4 agosto 2000, variamente modificato e poi sostituito nel 2002, ha da ultimo strutturato il dipartimento prevedendo le funzioni, l'attribuzione e le strutture. Si pensi che la stessa necessità di tale incarico si ebbe durante l'attività del governo Prodi I allorché, con l'intento di limitare il più possibile il numero dei ministri, le sue competenze erano state affidate a un sottosegretario di Stato alla presidenza del Consiglio, Giorgio Bogi, finché, riconoscendo l'indispensabilità della sua presenza alle sedute del Consiglio dei ministri, il 14 marzo 1997 lo stesso Bogi fu nominato ministro a tutti gli effetti, dopo soli 10 mesi dalla formazione del governo.

## Competenze
Il Dipartimento ha una competenza generale in ordine all'informazione sull'andamento dei lavori parlamentari, coordina la presenza in Parlamento dei rappresentanti del Governo, nonché la partecipazione del Governo alla programmazione dei lavori parlamentari. In particolare, presenta alle Camere i disegni di legge, gli emendamenti governativi, esprime il parere unitario del Governo sugli emendamenti parlamentari, nonché sull'assegnazione di progetti di legge alla sede legislativa. Il Dipartimento cura, altresì, i rapporti con i gruppi parlamentari e gli altri organi delle Camere, ed effettua gli atti di sindacato ispettivo parlamentare, come pure l'istruttoria circa gli atti di sindacato ispettivo rivolti al Presidente o al Governo nel suo complesso. Verifica gli impegni assunti dal Governo in Parlamento, nonché assicura la trasmissione alle Camere di relazioni, dati, schemi di atti normativi e proposte di nomine governative ai fini del parere parlamentare. Importante è poi la gestione delle risposte alle interrogazioni e interpellanze presentate dai membri del Parlamento. Dal 2018 si occupa anche di democrazia diretta.

## Organizzazione
La struttura e l'organizzazione interna del Dipartimento sono previste dal DM 15 maggio 2015, come modificato dal DM 2 agosto 2017 (Modificazioni al decreto del Ministro per le riforme costituzionali e i rapporti con il Parlamento 15 maggio 2015). Le competenze e le funzioni, dapprima indicate nel DPCM 4 agosto 2000, sono poi state recepite nel DPCM 23 luglio 2002 e nel DPCM 7 aprile 2006 e attualmente sono enumerate dall'art. 22 del DPCM 1º ottobre 2012. Il bilancio del Dipartimento dipende direttamente dalla Presidenza del Consiglio.
La struttura organizzativa è divisa in uffici di staff e uffici propri del Dipartimento. 
Sono uffici di staff, cioè di diretta collaborazione col ministro:
- la Segreteria del Ministro
- l'Ufficio di Gabinetto
- il Settore Legislativo
- l'Ufficio Stampa

Sono uffici propri del Dipartimento:
- il Capo del Dipartimento, alle cui dipendenze operano:
  - la Segreteria del Dipartimento
  - la Segreteria tecnica
  - il Servizio Affari generali
- l'Ufficio I - Attività legislativa e impegni del Governo nella programmazione dei lavori parlamentari. Diviso in 2 Servizi:
  - il Servizio I - Attività legislativa nella sede governativa e programmazione dei lavori parlamentari
  - il Servizio II - Procedimenti legislativi nelle sedi parlamentari
- l'Ufficio II - Attività parlamentari di sindacato ispettivo, indirizzo e controllo. Diviso in 2 Servizi:
  - il Servizio I - Sindacato ispettivo parlamentare
  - il Servizio II - Attività di indirizzo e controllo